# جکومو دی مارتینو
جکومو دی مارتینو (انگلیسی: Giacomo De Martino؛ – ۲۵ ژوئن ۱۹۵۷) یک سیاست‌مدار، و دیپلمات اهل ایتالیا بود. وی نمایندهٔ سیاسی ایتالیا در دورهٔ موسیلینی در ایالات متحده بود. در ۲۳ ژانویه ۱۹۲۷ به شیکاگو سفر کرد و روزهای متمادی در شهر گشت زد و جامعهٔ ایتالیایی و فاشیسم را تبلیغ کرد.